# Antigua catedral de San Martín (Ypres)

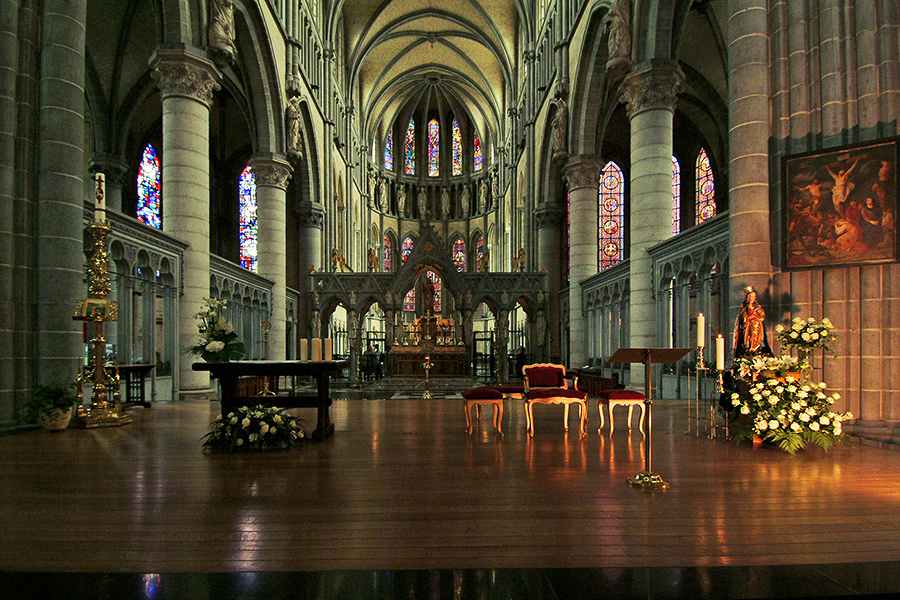
Vista interna

La antigua catedral de San Martín o simplemente catedral de San Martín y también llamada iglesia de San Martín (en francés: Cathédrale Saint-Martin; en neerlandés: Sint-Maartenskathedraal) es una iglesia y antigua catedral en la ciudad de Ypres en el norte de Bélgica. Desde 1561 a 1801, fue la catedral y la sede de la antigua diócesis de Ypres y todavía se la conoce comúnmente como tal. Con 102 metros de altura, es uno de los edificios más altos de Bélgica.
La construcción se inició en 1230, y se terminó en 1370. Se había edificado previamente una iglesia románica en la zona, que databa del siglo X u XII.
La diócesis fue originalmente parte de la diócesis de Thérouanne, que se había establecido en el siglo VII u VIII. En 1553 Carlos V sitió la ciudad de Thérouanne, entonces un enclave francés en el Sacro Imperio Romano, en venganza por la derrota de los franceses en Metz. Después de que él capturó la ciudad esta quedó arrasada. En 1557, como resultado de los daños de guerra a su sede, se abolió la diócesis.
Pero tras cambios en el Concilio de Trento,  el obispado de Thérouanne se dividió entre la diócesis de Saint-Omer, la diócesis de Boulogne y la diócesis de Ypres. Con esto, la iglesia de San Martín fue elevada a la condición de catedral, ya que se convirtió en la sede de la nueva diócesis.
Después de que firmase el Concordato de 1801 entre Napoleón Bonaparte y el papa Pío VII, Ypres se incorporó a la diócesis de Gante, y San Martín perdió su estatus de catedral.

## Galería de imágenes

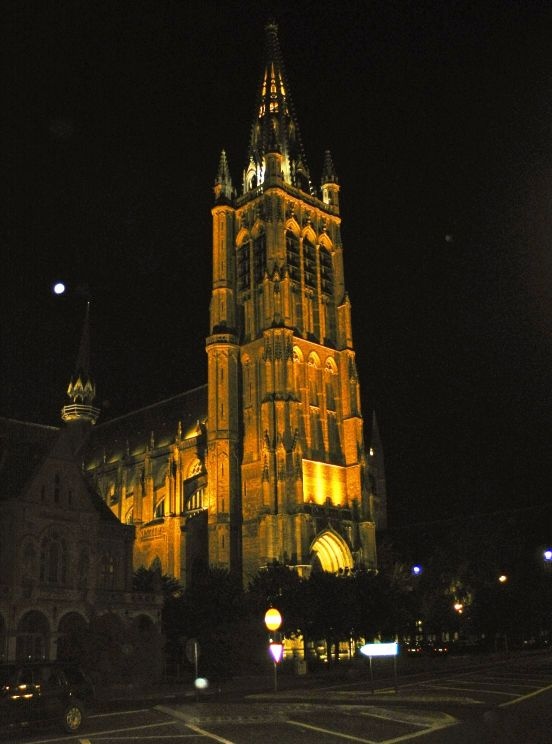
Vista nocturna de la iglesia
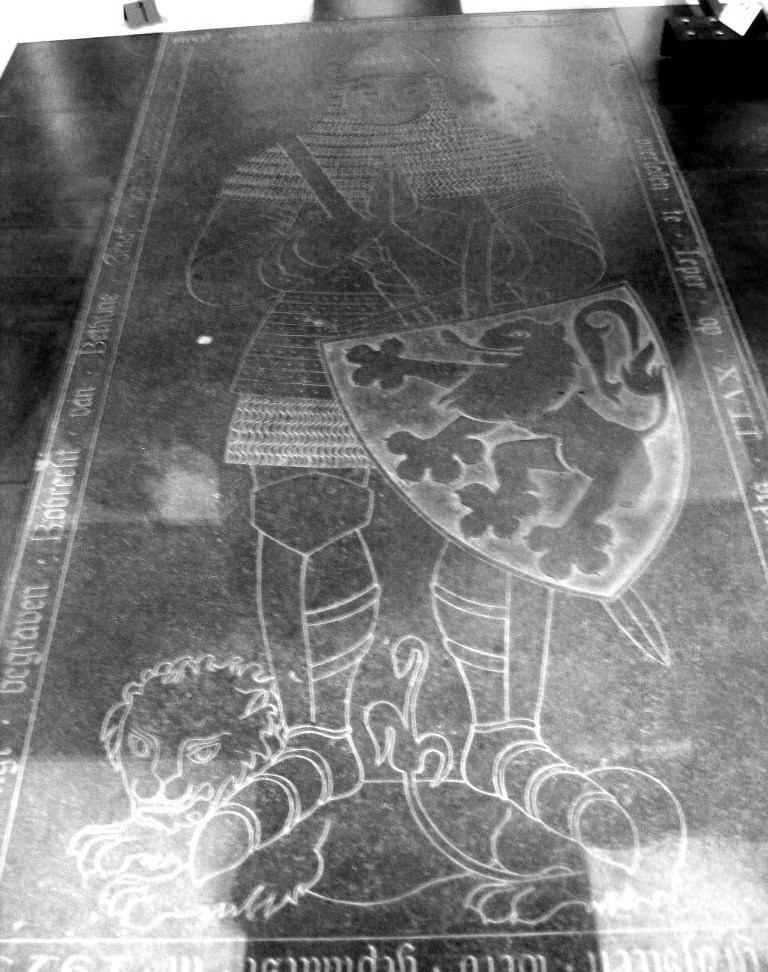
Tumba del conde Roberto III de Flandes, popularmente conocido como el  El León de Flandes
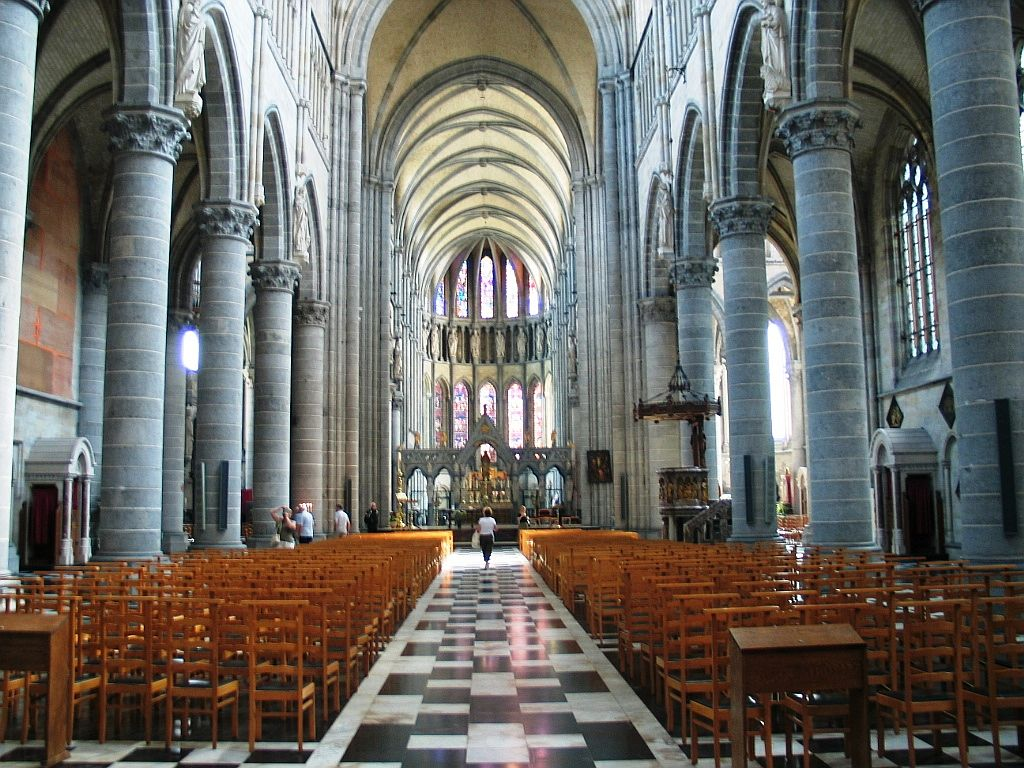
Vista interior
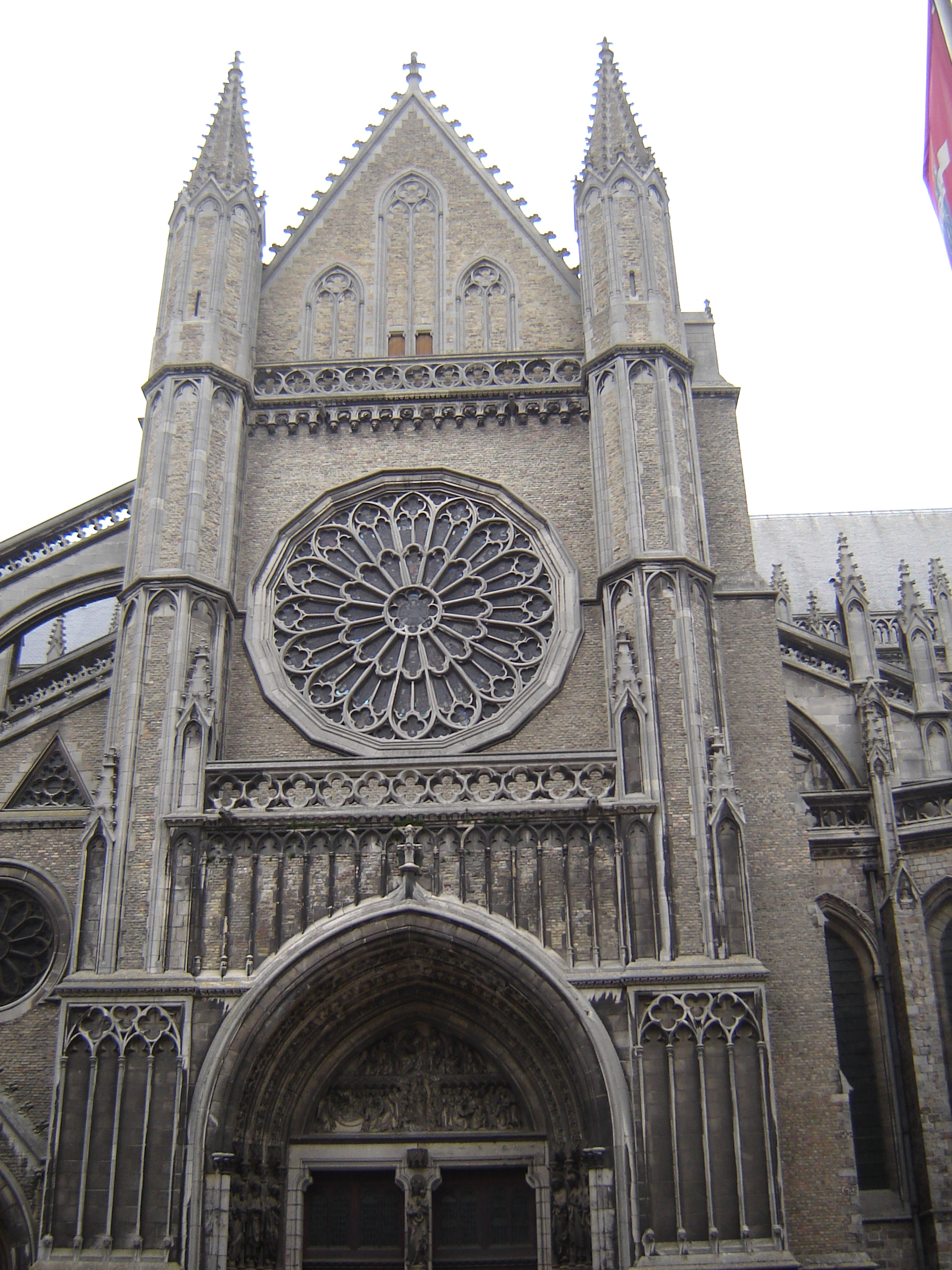
La fachada del transepto